# Jan Eliasson

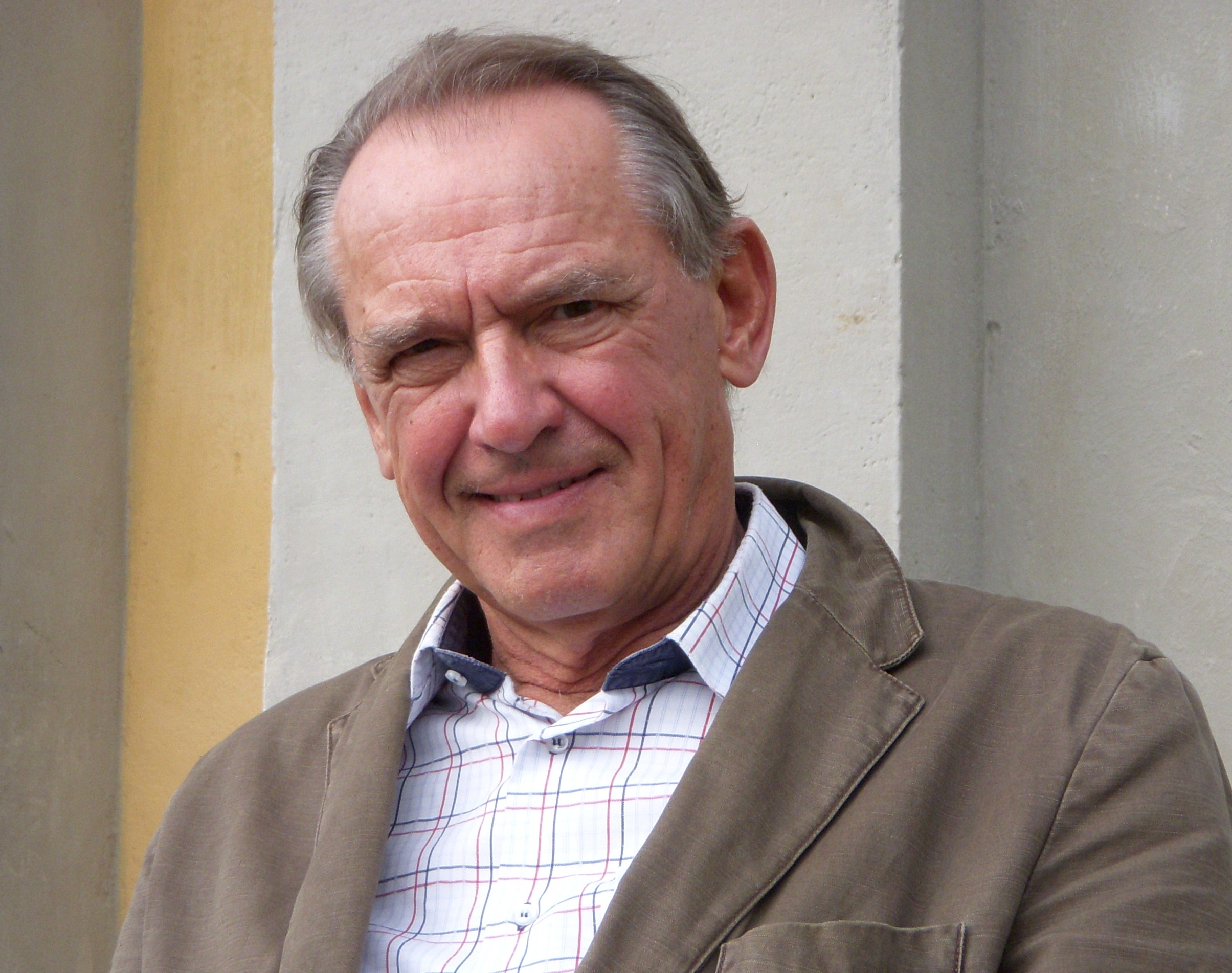
Jan Eliasson 2011.

Jan Kenneth Eliasson (Gotemburgo, 17 de setembro de 1940) um diplomata e político sueco. Diplomado pela Escola de Negócios, Economia e Direito da Universidade de Gotemburgo. Foi em 2006 o Presidente da Assembleia Geral das Nações Unidas e entre 24 de abril e 6 de outubro de 2006 ocupou o cargo de Ministro dos Negócios Estrangeiros do seu país. 
Foi enviado especial do Secretário Geral das Nações Unidas para o Darfur, Sudão, e em 1 de julho de 2012 Eliasson foi nomeado novo Vice-secretário Geral da Organização das Nações Unidas em substituição de Asha-Rose Migiro, da Tanzânia. 